# Günter H. Seidler

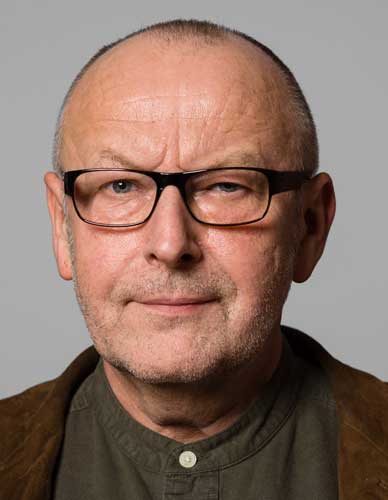
Günter H. Seidler (2013)

Günter Harry Seidler (* 31. Mai 1951 in Schleswig) ist ein deutscher Psychotherapeut, Psychotraumatologe, Psychiater, Psychosomatiker und Psychoanalytiker. Von 2006 bis 2015 war er Professor an der Medizinischen Fakultät der Ruprecht-Karls-Universität Heidelberg und leitete dort die von ihm aufgebaute Sektion Psychotraumatologie an der Klinik für Psychosomatische und Allgemeine Klinische Medizin. 

## Leben
Seidler studierte nach altsprachlichem Abitur an der Domschule Schleswig zunächst Theologie, Philosophie und Germanistik, später Medizin an den Universitäten Kiel und Göttingen. Im Jahre 1978 erhielt er seine Approbation als Arzt, seine Promotion zum Dr. med. folgte ein Jahr später mit einer Arbeit über Die psychosoziale Verarbeitung chronischer Krankheit bei Multiple-Sklerose-Kranken und Querschnittsgelähmten. 1998 habilitierte sich Seidler mit einer Arbeit über Strukturelle Veränderungen im Selbstbezug während stationärer Psychotherapie.
Seidler ist Facharzt für Neurologie und Psychiatrie sowie für Psychosomatische  Medizin und Psychotherapie, Lehranalytiker, Gruppenlehranalytiker, Psychotraumatologe und EMDR-Spezialist. An der Klinik für Allgemeine Innere Medizin und Psychosomatik im Zentrum für Psychosoziale Medizin der Medizinischen Fakultät der Universität Heidelberg leitete er von 2002 bis zum Eintritt in den Ruhestand Mitte 2015 die Sektion Psychotraumatologie. Seine Forschungsschwerpunkte sind Gewaltforschung, historische Traumaforschung, Traumafolgestörungen und Traumatherapie.

## Werke
In seinen ersten wissenschaftlichen Arbeiten befasste sich Seidler mit der Erlebnisverarbeitung chronischer Krankheit. Diese Arbeiten brachten ihn in Berührung mit dem Stigmakonzept von Erving Goffman, und er wandte sich der Schamforschung zu. Für seinen ersten Entwurf zu seinem Buch Der Blick des Anderen wurde ihm am 4. Juni 1989 der Wissenschaftliche Förderpreis der Deutschen Psychoanalytischen Gesellschaft (DPG) verliehen. Seinen Ansatz arbeitete er dann zur von ihm begründeten „Alteritätstheorie“ aus, indem er nach der Bedeutung zunächst fremder, außerhalb des Selbst liegender Erlebenselemente für die Selbstgenese fragte. In seiner Habilitationsschrift prüfte er seinen Ansatz empirisch. Für diese Arbeit wurde er am 22. Oktober 1999 mit dem „Forschungspreis Psychotherapie in der Medizin“ ausgezeichnet.
Seine Befunde ließen ihn die Notwendigkeit eines Paradigmenwechsels erkennen, er wandte sich der Psychotraumatologie zu und baute diese in Deutschland mit auf. 2007 begründete er die Zeitschrift Trauma und Gewalt, die er als leitender Herausgeber bei Klett-Cotta bis Ende 2019 herausgab.

## Publikationen (Auswahl)

### Monographien
- Die psychosoziale Verarbeitung chronischer Krankheit bei Multiple-Sklerose-Kranken und Querschnittsgelähmten. 1978 (Dissertation, Universität Göttingen, 1979).
- Stationäre Psychotherapie auf dem Prüfstand. Intersubjektivität und gesundheitliche Besserung. Hans Huber, Bern 1999, ISBN 3-456-83192-7 (Habilitationsschrift, Universität Heidelberg, 1999).
- Der Blick des Anderen. Eine Analyse der Scham. Mit einem Geleitwort von L. Wurmser und einem Vorwort von O. F. Kernberg., Stuttgart 1995; 5. Auflage: Klett-Cotta 2020, ISBN 978-3-608-94777-9.
- Psychotraumatologie. Das Lehrbuch. Kohlhammer, Stuttgart 2013, ISBN 978-3-17-021711-9.
- mit Jonas Tesarz und Wolfgang Eich: Schmerzen behandeln mit EMDR. Das erweiterte Praxishandbuch. Klett-Cotta, Stuttgart 2015; 6. Auflage 2025, ISBN 978-3-608-98784-3.

### Herausgabe
- Magersucht. Öffentliches Geheimnis. Vandenhoeck & Ruprecht, Göttingen 1993; Nachdruck: Psychosozial, Gießen 2013, ISBN 978-3-8379-2257-8.
- mit Gerhard Schneider: Internalisierung und Strukturbildung. Theoretische Perspektiven und Klinische Anwendungen in Psychoanalyse und Psychotherapie. Westdeutscher Verlag, Opladen 1995; Nachdruck: Psychosozial, Gießen 2013, ISBN 978-3-8379-2260-8.
- Hysterie heute. Metamorphosen eines Paradiesvogels. Enke, Stuttgart 1996; 2., bearbeitete Auflage: Psychosozial, Gießen 2001, ISBN 3-89806-099-3.
- Das Ich und das Fremde. Klinische und sozialpsychologische Analysen des destruktiven Narzißmus. Westdeutscher Verlag, Opladen 1994; korrigierte und mit einem Vorwort versehene Neuauflage: Psychosozial, Gießen 2002, ISBN 3-89806-096-9.
- mit Parfen Laszig, Ralph Micka, Björn V. Nolting: Aktuelle Entwicklungen in der Psychotraumatologie. Theorie – Krankheitsbilder – Therapie. Psychosozial, Gießen 2003; 2. Auflage, Psychosozial, Gießen 2006, ISBN 3-89806-228-7.
- mit Wolfgang U. Eckart: Verletzte Seelen. Möglichkeiten und Perspektiven einer historischen Traumaforschung. Psychosozial, Gießen 2005, ISBN 3-89806-406-9.
- mit Harald J. Freyberger, Heide Glaesmer und Silke Birgitta Gahleitner: Handbuch der Psychotraumatologie. Klett-Cotta, Stuttgart 2011; 4., vollständig überarbeitete und erweiterte Auflage 2021, ISBN 978-3-608-96258-1.
- mit Robert E. Feldmann: Traum(a) Migration. Aktuelle Konzepte zur Therapie traumatisierter Flüchtlinge und Folteropfer. Psychosozial, Gießen 2013, ISBN 978-3-8379-2261-5.
- bis 2019 als leitender Herausgeber mit Silke Birgitta Gahleitner, Heide Glaesmer und Ingo Schäfer: Trauma und Gewalt. Forschung und Praxisfelder. Zeitschrift. Klett-Cotta, Stuttgart, seit 2007.